# كيكو أمات
كيكو أمات (بالإسبانية: Kiko Amat)‏ هو كاتب وصحفي ودي جيه إسباني، ولد في 1971 في سان باوديليو دي يوبريغات في إسبانيا.